# Ravinspjutvingefluga
Ravinspjutvingefluga (Lonchoptera nigrociliata) är en tvåvingeart som beskrevs av Oswald Duda 1927. Ravinspjutvingefluga ingår i släktet Lonchoptera och familjen spjutvingeflugor. Arten är reproducerande i Sverige. Inga underarter finns listade i Catalogue of Life.